# (24687) 1990 HW
(24687) 1990 HW est un objet de la ceinture principale d'astéroïdes intérieure de 1,738 km de diamètre découvert en 1990.

## Description
(24687) 1990 HW a été découvert le 26 avril 1990 à l'observatoire Palomar, situé au nord de San Diego en Californie, par Eleanor Francis Helin.

### Caractéristiques orbitales
L'orbite de cet astéroïde est caractérisée par un demi-grand axe de 1,95 UA, un périhélie de 1,83 UA, une excentricité de 0,06 et une inclinaison de 23,29° par rapport à l'écliptique. Du fait de ces caractéristiques, à savoir un demi-grand axe inférieur à 2 UA et un périhélie supérieur à 1,666 UA, il est classé, selon la JPL Small-Body Database, objet de la ceinture principale d'astéroïdes intérieure.

### Caractéristiques physiques
(24687) 1990 HW a une magnitude absolue (H) de 14,8 et un albédo estimé à 0,771, ce qui permet de calculer un diamètre de 1,738 km. Ces résultats ont été obtenus grâce aux observations du Wide-Field Infrared Survey Explorer (WISE), un télescope spatial américain mis en orbite en 2009 et observant l'ensemble du ciel dans l'infrarouge, et publiés en 2012 dans un article présentant les résultats concernant 13 511 astéroïdes de la ceinture principale.